# Теодорув-Дужи
Теодорув-Дужи (пол. Teodorów Duży) — село в Польщі, у гміні Кодромб Радомщанського повіту Лодзинського воєводства.
У 1975-1998 роках село належало до Пйотрковського воєводства.